# 블랙달리아 사건
블랙달리아 사건(Black Dahlia case)은 1947년 1월 미국 로스엔젤레스에서 당시 22세의 여성 엘리자베스 쇼트(Elizabeth Short, 1924년 7월 29일-1947년 1월 15일경)가 끔찍하게 살해당한 엽기살인사건이다. 쇼트는 1947년 1월 15일 로스앤젤레스 레이머트 공원에서 허리가 잘려서 상반신과 하반신이 분리된 시체로 발견되었다.
엘리자베스 쇼트는 보스턴 출신이지만 초기 생애를 매사추세츠주 메드퍼드와 플로리다주에서 보냈으며, 이후 부친이 살던 캘리포니아주로 이주했다. 당시 배우지망생이었다고 하지만 어떤 작품에도 출연한 바가 없고 따로 직업이 있지도 않았다. 그는 평생 "블랙달리아(Black Dahlia)"라는 별명으로 불린 적이 없었고, 이 별명은 쇼트 사후에 범죄 사건에 별명을 붙이기 좋아하던 신문들이 피해자 쇼트에게 붙인 것이다. 아마 사건 발생 한 해 전에 개봉한 누아르 영화 『블루달리아』에서 비롯된 것이라고 여겨진다. 시신이 발견된 이후 로스앤젤레스 시경찰국은 광범위한 수사를 펼쳐 150명 이상의 용의자를 추적했으나 한 명도 체포하지 못했다.
블랙달리아 사건은 미국 역사상 유명한 미해결 범죄 중 하나이며, 동시에 로스앤젤레스군에서 가장 오래된 미해결 범죄다. 역사학자들은 이 사건을 제2차 세계대전 이후 미국에서 전국적 주목을 받은 최초의 살인사건으로 평가한다.

## 피해자의 생애
엘리자베스 쇼트는 보스턴에서 클레오 쇼트와 포비 메이 소여의 5녀 중 셋째로 태어났다. 1927년경 쇼트 가족은 메인주] 포틀랜드시로 이주했고, 같은 해 보스턴 교외인 매사추세츠주 메드퍼드시로 다시 이주했다. 쇼트는 메드퍼드에서 유년기 대부분을 보냈다. 아버지 클레오는 미니어처 골프 사업을 했는데, 1929년 검은 목요일 때 쫄딱 망해서 가세가 하루아침에 기울었다. 1930년 어느 날 그는 다리 위에 차를 세워놓은 채 행방불명되었고 여러 정황상 찰스강에 투신자살한 것으로 여겨졌다. 남편이 죽었다고 생각한 포비 쇼트는 메드퍼드 시내의 작은 아파트로 이사갔고, 회계 장부를 담당하는 기장계로 일하면서 가족을 부양했다.
엘리자베스 쇼트는 천식과 기관지염 때문에 16세 때 마이애미로 요양을 가서 거기서 겨울을 보냈다. 그 뒤로 포비 쇼트는 딸을 겨울철에는 플로리다로 보내 거기서 지내게 했다. 3년간 그렇게 플로리다와 매사추세츠를 오가며 살던 쇼트는 고등학교 2학년 때 메드퍼드 고등학교를 중퇴했다.

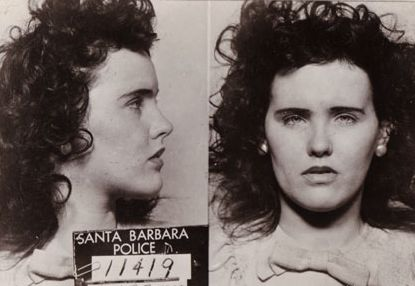
1943년 미성년 음주 혐의로 체포되었을 때 찍은 머그샷.

1942년 말, 쇼트 가족은 죽은 줄 알았던 부친으로부터 그가 사실 살아 있을 뿐 아니라 캘리포니아에서 새 삶을 살고 있다는 사과의 편지를 받게 되었다. 그해 12월, 18세의 엘리자베스 쇼트는 6살 때 이후로 본 적이 없던 아버지와 함께 살려고 캘리포니아 발레이오로 갔다. 당시 클레오 쇼트는 샌프란시스코만의 메어섬 해군공창에서 일하고 있었다. 그러다 쇼트는 아버지와 다투고 1943년 1월 집을 나갔다. 가출한 쇼트는 롬포크의 캠프 쿠크(현재의 반덴버그 공군기지) 군매점에 취직했다. 이 때 여러 명의 친구들과 함께 살았고, 육군항공대 부사관과 일시적으로 동거했는데 쇼트는 이 군인 남자친구에게 학대를 당했다고 알려져 있다. 1943년 중순 쇼트는 롬포크를 떠나 샌타바버라로 이사갔다가 1943년 9월 23일 미성년 음주 혐의로 체포되었다. 당국은 그녀를 메드퍼드의 어머니 집으로 돌려보냈다. 하지만 쇼트는 매사추세츠가 아닌 플로리다로 갔고, 이후 매사추세츠는 드문드문 들르기만 했다.

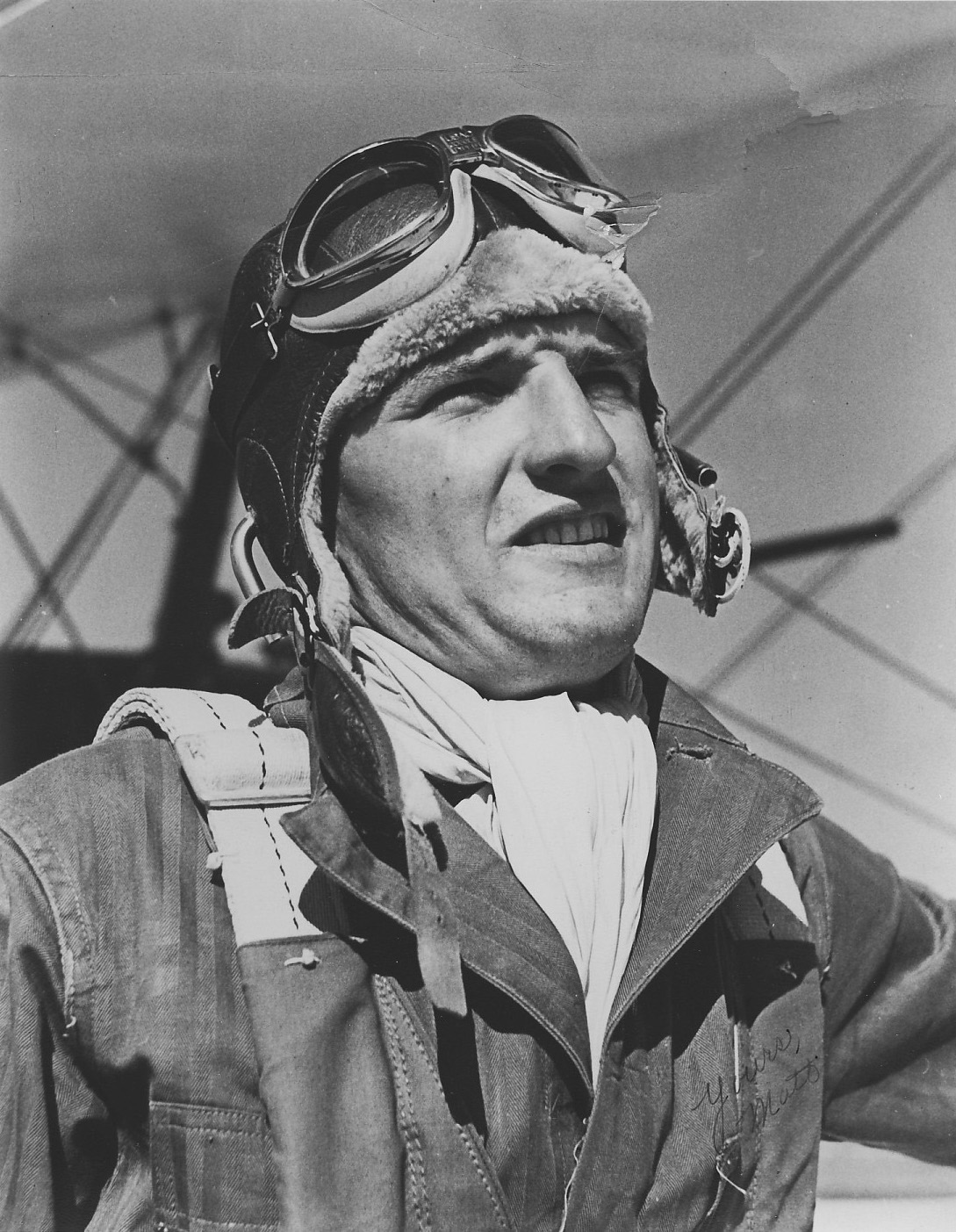
쇼트의 남자친구였던 매튜 고든 주니어 소령. 1943년경 사진.

플로리다에서 쇼트는 공군 장교 매튜 마이클 고든 주니어 소령을 만났다. 고든은 제2항공특공단(현 제352특수작전비행단) 소속으로, 당시 진행 중이던 제2차 세계대전 중국 버마 인도 전구에 배치되기 위한 훈련을 받고 있었다. 쇼트는 고든에게 인도에서 비행기 추락으로 입은 부상이 회복되는 대로 결혼하자는 청혼을 받았다. 쇼트는 그 제안을 받아들였지만 고든은 1945년 8월 10일 일본이 항복하기 1주일 전에 두 번째 비행기 추락으로 사망했다.
쇼트는 플로리다에서 육군항공대 중위 조셉 고든 피클링을 알게 되었고, 그를 만나기 위해 1946년 7월 로스앤젤레스로 갔다. 피클링은 롱비치 시의 NARB에 배치되어 있었다. 쇼트는 그 뒤 생애 마지막 6개월을 캘리포니아 남부에서, 대부분 로스앤젤레스 대도시권에서 보냈다. 죽기 직전 쇼트는 웨이트리스로 일하기 시작했고, 할리우드 대로의 플로렌틴 가든스 나이트클럽 뒷편에 월셋방을 구했다. 사후 언론에서 쇼트는 배우지망생으로 알려졌고, 여러 문헌들이 쇼트에게 영화배우가 되고 싶은 간절한 소망이 있었다고 말하고 있지만, 쇼트는 어떠한 영화에 출연한 적도, 영화계 관련 직업을 가진 적도 없다.

## 살인사건

### 살인전야
1947년 1월 9일, 엘리자베스 쇼트는 로버트 "레드" 맨리(Robert "Red" Manley)라는 남자와 샌디에이고로 여행을 갔다가 로스앤젤레스의 셋방으로 돌아왔다. 맨리는 25세의 외판원으로, 기혼남이었는데 당시 쇼트와 불륜 중이었다. 맨리는 쇼트를 로스앤젤레스 시내 사우스그랜드애비뉴 506번지의 빌트모어 호텔 앞에서 내려주었으며, 그날 오후 보스턴에서 쇼트의 누이가 왔기에 쇼트는 누이를 만나러 갔다고 진술했다. 빌트모어 호텔 직원이 로비의 전화기를 사용하는 쇼트를 목격했다는 기록도 있다. 다만 1997년의 『로스앤젤레스 타임스』 기사는 쇼트가 죽기 전 "사라진 1주일"간 그를 목격했다는 수많은 당시 증언들 중 빌트모어 목격은 찾을 수 없다면서 이 기록의 신빙성을 의심한다. 아무튼 그로부터 얼마 뒤 빌트모어 호텔에서 0.8 킬로미터 떨어진 사우스올리버가 754번지의 크라운그릴 칵테일라운지의 고객들이 쇼트를 목격했다.

### 변사체 발견
1947년 1월 15일 아침, 벌거벗은 엘리자베스 쇼트의 시체가 로스앤젤레스 레이머트 공원의 공터(북위 34° 00′ 59″ 서경 118° 19′ 59″ / 북위 34.0164°  서경 118.333° )에서 두동강 난 채 발견되었다. 당시 이 일대는 상당히 낙후된 미개발 지역이었다. 오전 10시 정각 지역 주민 베티 버싱어(Betty Bersinger)가 3살난 딸과 함께 걸어가다가 시체를 발견했다. 버싱어는 처음에 그것이 폐기처리된 마네킹인 줄 알았다. 곧 그것이 사체임을 알게 된 그녀는 근처의 집으로 뛰어들어가 전화기를 빌려 경찰에 신고했다.
시체는 허리가 완벽히 동강나서 상체와 하체가 분리되었고, 피가 한 방울도 남지 않고 빠져나가서 피부가 새하얬다. 검시관들은 이 변사체가 발견되기 10시간쯤 전, 즉 1월 14일 저녁에서 1월 15일 아침 사이에 죽었을 것이라고 판단했다. 또한 살인자가 시체를 씻긴 것이 명백했다. 쇼트의 입은 귀까지 찢어져 소위 글래스고 스마일이 되었고, 넓적다리와 유방은 심한 자상을 입어 살덩어리가 회떠져 있었다. 하반신은 상반신에서 1 피트 정도 떨어진 곳에서 발견되었고, 뽑아낸 내장은 고이 접어 엉덩이 아래에 단정하게 놓여져 있었다. 시체는 모종의 "자세"를 취하고 있었는데, 양 손을 항복 자세로 들고 팔꿈치 각도는 직각이었으며 다리는 활짝 펼쳐져 있었다.
변사체가 발견되자 구경꾼들과 기자들이 몰려들었다. 가장 먼저 도착한 기자는 『로스앤젤레스 헤럴드익스프레스』지의 아그네스 언더우드라는 여기자였다. 언더우드는 시체와 범죄현장의 사진 여러 장을 찍어갔다. 형사들은 변사체 근처에서 힐 구두 발자국과 타이어 자국, 그리고 묽은 피가 들어 있는 시멘트 포대를 발견했다.

### 부검과 신원 확인

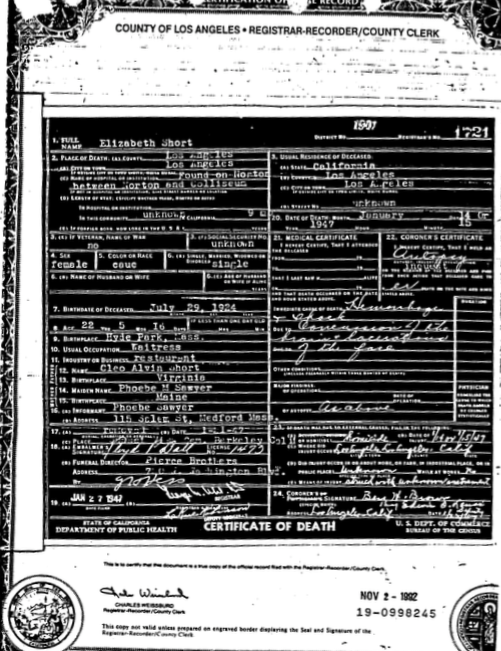
로스앤젤레스군청에 제출된 쇼트의 사망진단서.

1947년 1월 16일, 로스앤젤레스군 검시관 프레더릭 뉴바(Frederick Newbarr)가 부검을 집도했다. 뉴바의 부검 보고서에 따르면 쇼트의 신장은 5 피트 5 인치(= 1.65 미터), 체중은 115 파운드(= 52 킬로그램), 홍채는 연청색, 모발은 갈색이었고 충치가 심했다. 발목·손목·목에 포박흔이 있었고 오른쪽 유방에는 “피부조직 일부를 제거한 불규칙한 열상”이 있었다. 이 불규칙한 열상은 오른쪽 하완, 왼쪽 상완, 흉부 왼아래 구석에서도 발견되었다.
상술했듯 시체는 상하체가 완전히 분리되어 있었는데, 1930년대에 하반신절단술이라고 부르던 수술기법과 같았다. 절단한 부위는 2번 요추와 3번 요추 사이였고, 내장은 십이지장에서 절단되었다. 부검 보고서에서는 절개선에 반상출혈이 매우 미약하게 나타난다고 쓰여 있는데, 이것은 일단 죽인 뒤에 시신을 사후 절단했음을 의미한다. 또한 배꼽에서 하복부까지 크기 4.25 인치(= 108 밀리미터)의 또다른 열상이 있었다. 한편 입을 찢어놓은 얼굴의 열상은 오른쪽은 3 인치(= 76 밀리미터), 왼쪽은 2.5 인치(= 64 밀리미터)였다. 두개골은 깨지지 않았지만 앞쪽과 오른쪽 두피에 타박상이 있었고, 오른쪽 뇌척수막에 소량의 출혈이 있어 머리에 가격을 받았음을 보여주었다. 입을 찢어놓은 상처의 과다출혈 및 얼굴과 머리에 가해진 둔탁한 충격이 사인으로 밝혀졌다. 또한 항문관이 약 1.75 인치(= 44 밀리미터) 팽창해 있어서 강간당했을 가능성도 시사되었다. 신체조직을 채취하여 정액 검사를 해 보았으나 결과는 음성으로 나왔다.
경찰은 변사체의 지문을 워싱턴 D.C.에 사운드포토(원시적 팩시밀리)로 전송했고, 이 지문이 1943년 체포되었을 때 찍은 쇼트의 지문과 일치했기에 부검도 하기 전에 쇼트의 신원을 일찌감치 알아냈다. 쇼트의 신원이 밝혀지자 윌리엄 랜돌프 허스트의 『로스앤젤레스 이그재미너』지의 기자들이 쇼트의 모친 포비 쇼트에게 연락을 취해서 딸이 미인대회에서 수상을 했다고 떠벌렸다. 쇼트의 사생활에 대한 정보를 충분히 얻고 나서야 기자들은 모친에게 딸이 사실은 살해당했다고 밝혔다. 또한 기자들은 피해자 모친에게 로스앤젤레스로 가서 경찰수사를 돕는다면 항공편과 숙박료를 신문에서 대줄 수 있다고 얘기했다. 이것도 유족을 경찰과 다른 기자로부터 떼어놓고 기삿거리를 독점하기 위한 수작이었다. 『이그재미너』 및 또다른 허스트 소유 신문 『로스앤젤레스 헤럴드익스프레스』는 이 사건을 선정화하는데 지대한 역할을 했다. 『이그재미너』는 쇼트가 마지막으로 목격되었을 때 입었던 검은색 양장을 “타이트스커트와 비치는 블라우스”로 둔갑시켰다. 언론은 피해자에게 “블랙달리아”라는 별명을 붙이고 그가 “할리우드 대로를 배회하던 여모험자”라고 소설을 써댔다. 또한 기자들은 이 사건이 색정광의 소행이라고 단정하기도 했는데, 1월 17일자 『로스앤젤레스 타임스』 기사가 대표적이다.

## 수사

### 초동수사
1947년 1월 21일, 자기가 쇼트의 살인범이라고 주장하는 전화가 『이그재미너』 편집장 제임스 리처드슨(James Richardson)의 사무실로 걸려왔다. 이 전화는 리처드슨에게 사건을 다루는 용기를 칭찬하고는 언젠가는 모습을 드러낼 것이나 경찰이 자신을 좀더 뒤쫓은 뒤에나 그럴 것이라고 말했다. 또한 리처드슨에게 “베스 쇼트의 기념품 약간을 편지로 받을 기대를 하라”는 말을 남겼다.
1월 24일, 우정청 직원이 수상한 마닐라 봉지를 발견했다. 받는 사람이 “『로스앤젤레스 이그재미너』를 비롯한 로스앤젤레스의 신문들”로 되어 있었고, 신문 활자들을 오려내 붙여서 문장을 만들었다. 또한 봉투 앞면에는 “여기에 달리아의 소지품을 보낸다”고 큼지막하게 쓰여 있었다. 봉투 안에는 엘리자베스 쇼트의 출생증명서, 명함, 사진, 이름을 쓴 종이쪽, 주소록 한 권이 들어 있었다. 주소록 표지에는 마크 한센(Mark Hansen)이라는 이름이 엠보싱되어 있었다. 이 꾸러미는 세심하게 휘발유로 닦아서 지문을 지웠는데, 쇼트의 변사체와 수법이 비슷했다. 그래서 경찰은 이 편지가 진범이 보낸 것이라고 추측하게 되었다. 세심한 인멸작업에도 불구하고 쪽지문 여러 개가 봉투에서 검출되었고, 연방수사국에 이것을 보내 검사하도록 했다. 하지만 배송 과정에서 지문이 손상되어 제대로 분석할 수 없었다. 같은 날 『이그재미너』 지에 또다른 소포가 배달되었다. 내용물은 핸드백과 검은색 스웨이드 구두였다. 노던애비뉴에서 조금 떨어져 있는 골목길의 쓰레기통에서 발견했다고 되어 있었는데, 그 쓰레기통은 쇼트의 변사체가 발견된 곳에서 2 마일(= 3.2 킬로미터) 떨어진 곳이었다. 이 물건들은 경찰이 회수해 갔으나 역시 휘발유로 닦아내서 지문이 인멸되어 있었다.
경찰은 일단 꾸러미에 들어 있던 주소록의 주인 마크 한센을 용의자로 지목했다. 한센은 지역 유지로, 나이트클럽과 극장 소유주였으며 쇼트가 친구들과 동거하던 시절 면식이 있던 사이였다.. 또한 일부 주장(케이시 스콧 등)에 따르면 골목길 쓰레기통에서 발견된 지갑과 구두가 쇼트의 것이 맞다고 확인해준 것도 한센이라고 한다. 한편 재니스 놀턴은 그것을 확인해준 것은 로버트 맨리라고 주장한다. 쇼트의 친구이자 룸메이트였던 앤 토스는 수사관들에게 쇼트가 최근 한센의 성적 추파를 거절한 적이 있다고 증언했고, 이것은 한센이 쇼트를 죽일 잠재적 동기로 해석되었다. 하지만 결국 한센은 무혐의로 풀려났다. 로스앤젤레스 시경찰국은 이후 몇 주 동안 한센 외에도 150명 이상의 남자들을 용의자로 보고 잡아다 심문했다. 살아있는 쇼트를 마지막으로 본 사람으로 알려진 로버트 맨리 역시 수사를 받았으나 거짓말탐지기 검사를 여러 차례 받은 끝에 무혐의로 풀려났다. 또한 경찰은 한센의 주소록에 실려 있는 사람들도 여러 명 심문했다. 그 중에는 역시 쇼트의 지인인 마틴 루이스(Martin Lewis)도 있었다. 루이스는 범행시각에 오리건주 포틀랜드에 사는 장인이 신부전으로 죽어가서 처갓집을 방문했다는 현장부재증명을 제시하고 풀려났다.
블랙달리아 사건의 초동수사에는 시경찰국을 비롯해 여러 수사기관의 수사관 총 750명이 동원되었다. 그 중 400명은 보안관보들이었고 250명은 캘리포니아 고속도로순찰대 대원들이었다. 더 이상의 증거를 찾기 위해 LA 전역의 빗물배수관, 폐건물, 로스앤젤레스강변 등 여러 장소를 수색해 보았다. 하지만 증거는 더 이상 나오지 않았다. 시참사의원 로이드 데이비스(Lloyd G. Davis)는 쇼트의 살인범을 찾는 데 기여할 수 있는 정보를 제공하는 자에게 1만 불(2018년 물가로 112,206 불)을 주겠다고 현상금을 걸었다. 하지만 이것은 가짜 자백을 해오는 범인 사칭자들을 늘리는 효과만 얻었다. 이런 사칭자들은 공무집행방해죄로 기소되었다.

### 언론의 관심
1월 26일, 『이그재미너』에 또다른 편지가 배달되었다. 이번에는 손편지였는데, 내용은 다음과 같았다. “여기 있다. 1월 29일 수요일 오전 10시에 자수하지. 경찰서에서 나로 재미 좀 보라고. 블랙달리아 어벤저.” 이 편지에는 범인이 어디에 나타날 것인지 그 장소까지 예고되어 있었다. 경찰은 1월 29일 아침 해당 장소에서 잠복하며 기다렸지만 범인은 나타나지 않았다. 대신 같은 날 오후 1시 『이그재미너』에 신문활자를 오려붙인 또다른 편지 한 통이 배달되었다. 내용은 다음과 같았다. “마음이 바뀌었다. 나하고 정당한 거래를 하지 않을 테니. 달리아 살인은 정당화되었다.”
사건 자체의 적나라한 성격에, 『이그재미너』에 배달된 편지들은 이 살인사건을 둘러싼 언론매체의 광란을 유발했다. 전국구 신문 지역구 신문 가릴 것 없이 블랙달리아 사건 이야기를 앞다투어 보도했고, 선정적으로 재판을 거듭하면서 쇼트가 4시간 동안 고문을 당해서 죽었다느니 보도도 나왔다. 하지만 이런 보도는 모두 경찰이 쇼트의 진짜 사인(뇌출혈)을 대중에 밝히기 전에 나온 것들이라 모두 무가치한 소설이었다. 쇼트의 개인사에 관해서도 선정적인 보도가 뒤따랐다. 쇼트와 한센 사이의 연애가 어떻게 시도되고 실패했는지 따위에서부터, 쇼트의 지인이라는 스트리퍼가 경찰에 “그 애는 남자들이 자기 위에서 흥분하게 만드는 것을 좋아하지만, 남자들은 싸지 못하고(dry) 돌아간다”는 진술을 했다는 저속한 것까지 있었다. 이것 때문에 몇몇 기자들(특히 『헤럴드익스프레스』의 베보 민스)와 형사들은 쇼트가 레즈비언일 가능성을 탐문해 보기도 했다. 로스앤젤레스의 게이바 직원과 손님들에게 정보를 캐고 다녔지만 이 문제는 결국 입증되지 않은 채 남았다. 『헤럴드익스프레스』 지 역시 자칭 살인자의 편지 여러 통을 받았다. 이번에도 신문활자를 오려붙인 편지들이었다. 그 중 하나의 내용은 다음과 같았다. “10년만 살게 해 준다면 달리아 살인 건을 항복하지. 날 찾을 생각 말라고.”
2월 1일, 『로스앤젤레스 데일리 뉴스』지는 더 이상 수사관들이 추적할 만한 새로운 단서가 없으며, 수사가 “막다른 돌벽에 다다랐다”고 보도했다. 『이그재미너』는 살인과 수사 관련 기사를 계속 썼는데, 변사체 발견 이후 35일간 1면 기사가 사건 관련 기사였다. 수사반장 잭 도너휴(Jack Donahue)는 언론 인터뷰에서 쇼트의 피살은 로스앤젤레스 외곽의 외따로 떨어진 건물이나 가건물에서 이루어졌고, 시내에서는 시신 유기만 이루어졌을것으로 생각한다고 밝혔다. 쇼트의 시체가 매우 정확하게 절단, 절개된 것에 미루어 경찰은 범인이 외과의나 내과의, 아니더라도 의학지식이 있는 사람일 가능성도 세웠다. 1947년 2월 중순, 로스앤젤레스 시경찰국은 쇼트의 변사체가 발견된 지점 근교에 있는 남캘리포니아대학교 의대에 영장을 발부하고 의대생 명단을 요구했다. 학교측은 학생들의 신원이 밝혀지지 않는 것을 조건으로 동의했다. 그래서 의대생들에 대한 조사가 이루어졌지만 아무 결과도 없었다.

### 대배심
1947년 봄이 저물면서 쇼트의 피살사건은 새로운 실마리가 거의 없는 미제사건이 되었다. 수사에 지도적으로 참여한 형사들 중 한 명이었던 피니스 브라운(Finis Brown) 경사는 기자들이 함부로 사건을 파헤치고 검증 없는 보도를 남발하면서 수사를 오염시켰다고 언론을 탓했다. 1949년 9월, 로스앤젤레스 시경찰국 살인반의 지난 몇 년 간의 살인사건 대응 부실, 특히 부녀자와 아동 살인사건에 대한 부실을 논죄하는 대배심이 소집되었다. 쇼트 사건도 그 중 하나였다. 이 대배심으로 인해 쇼트의 과거에 대한 수사가 더 이루어졌고, 형사들은 매사추세츠, 캘리포니아, 플로리다를 오가면서 텍사스나 뉴올리언스에서 쇼트의 지인을 만나 탐문하기도 했다. 하지만 살인사건에 관한 유의미한 정보를 얻을 수는 없었다.

## 용의자
쇼트의 피살사건의 악명이 높아짐에 따라 이후 몇 년 동안 수많은 관심종자들이 자수를 해왔다. 하지만 그것들은 대부분 거짓 자백으로 간주되었다. 초동수사 때만 경찰에 자수한 사람이 60명이었고, 그 중 대부분은 남성이었다. 이후 총 500명 이상이 자기가 쇼트를 죽였다고 자수했는데, 그 중에는 1947년에는 태어나지도 않은 사람들까지 있었다. 은퇴할 때까지 이 사건에 매달린 형사 존 P. 세인트존 경사는 “이렇게 많은 사람들이 자기가 살인 관련자라고 나서는 것은 놀라울 지경”이라고 말했다.
사건 수사 형사들 중 한 명인 랠프 애스델(Ralph Asdel)은 2003년 『타임스』와의 인터뷰에서 이런 이야기를 밝혔다. 1947년 1월 15일 새벽녘 쇼트의 변사체가 발견된 공터 근처에 세단을 주차해둔 남자가 있었다. 그날 잔디 깎은 것을 담은 푸대를 그 공터에 투기하러 갔던 주민이 주차된 세단을 목격했고, 오른쪽 뒷문이 열려 있었다고 증언했다. 세단 차주는 공터에 서 있었는데, 목격자가 공터에 도착하자 놀란 기색이 역력했다. 차주는 자기 차로 다가가 창문으로 차 안을 노려보더니 차에 타고 가 버렸다. 세단 차주를 추적한 결과 지역 식당에서 일하는 자로 밝혀졌으나 결국 그도 무혐의로 풀려났다. 하지만 애스델은 자신은 그 남자가 범인이었다고 믿는다고 말했다.
월터 베일리(Walter Bayley)는 외과의사였는데, 『타임스』 편집자 래리 하니슈(Larry Harnisch)가 그의 범인설을 제기했다. 『타임스』 간행인 노먼 챈들러는 전기작가 도널드 울프(Donald Wolfe)에 의해 범인설이 제기되었는데, 울프는 챈들러가 쇼트를 임신시켰다고 주장했다. 그 외에 레슬리 딜런(Leslie Dillon), 조지프 A. 뒤마(Joseph A. Dumais), 제프 코너스(Jeff Connors)라고도 알려진 아티 레인(Artie Lane), 주소록 주인 마크 한센, 프랜시스 E. 스위니(Francis E. Sweeney) 박사, 조지 호델, 호델의 친구 프레드 섹스턴, 조지 놀턴(George Knowlton), 마지막 목격자 레드 맨리, 패트릭 S. 오라일리(Patrick S. O'Reilly), 클리블랜드 토막살인사건의 용의자 잭 앤더슨 윌슨(Jack Anderson Wilson) 등이 현재까지 유력한 용의자로 회자된다.
그 중 조지 호델의 경우 블랙달리아 사건으로 기소된 적은 없는 사람인데, 죽은 뒤 그 아들인 로스앤젤레스 시경찰국 살인반 형사 스티브 호델(Steve Hodel)이 자기 아버지가 쇼트의 살인범이며 그 외에도 여러 건의 살인사건을 저질렀다고 주장해서 널리 알려졌다. 호델은 블랙달리아 사건 이전에도 자기 비서 루스 스폴딩(Ruth Spaulding)의 죽음에 관련해 용의선상에 올랐으나 기소되지는 않았다. 또한 자기 딸 타마 호델(Tamar Hodel)을 강간한 혐의로 기소되었으나 무죄를 선고받았다. 이후 그는 국외로 도피하여 1950년에서 1990년까지 필리핀에서 살았다.

## 추리

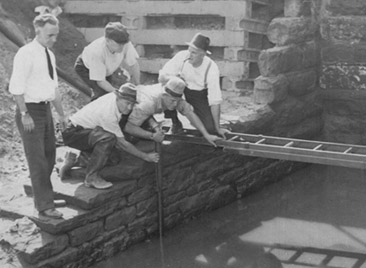
1936년 9월, 클리블랜드 토막살인사건을 수사하는 경찰.

여러 범죄서적 저자들과 클리블랜드 형사 피터 메릴로(Peter Merylo)는 블랙달리아 사건과 클리블랜드 토막살인사건(1934년-1938년 오하이오주 클리블랜드) 사이의 연관성을 의심했다. 하지만 1947년 클리블랜드 사건을 조사해본 LA시경 수사관들은 두 사건의 연관성을 부정했다. 1980년에 클리블랜드 사건의 용의자 잭 앤더슨 윌슨에 관한 새로운 증거가 발견되었고, 세인트존 형사가 블랙달리아 사건과의 연관성을 조사했다. 그는 자신이 블랙달리아 사건과 관련해서 윌슨을 체포하기 직전까지 갔다고 주장했으나 윌슨은 1982년 2월 4일 화재로 사망했다. 블랙달리아 사건과 클리블랜드 사건의 관련 가능성은 1992년 NBC의 《풀리지 않은 미스터리들》에서 다루면서 재조명되었다. 이 방송에 출연한 오스카 프레일리는 두 사건의 범인이 동일인이고 엘리엇 네스가 그 범인의 정체를 알았을 것이라는 설을 제기했다.
엘리자베스 쇼트의 변사체가 발견되고 한달여 뒤인 1947년 2월 10일, 잔 프렌치(Jeanne French)라는 여성이 또 로스앤젤레스에서 살해당했다. 언론과 경찰은 모두 이 사건과 블랙달리아 사건의 연관 가능성에 주목했다. 프렌치의 사체는 로스앤젤레스 서부 그랜드뷰대로에서 발견되었는데, 나체였고 심하게 구타당한 상태였다. 시체의 복부에는 립스틱으로 “좆까 B.D.”, 그리고 그 밑에 “TEX”라는 낙서가 되어 있었다. 『헤럴드익스프레스』지는 이 "B.D."가 "블랙달리아"를 의미하는 것이라는 기사를 썼다. 하지만 역사학자 존 루이스(Jon Lewis)에 따르면 이것은 "P.D."라고 낙서된 것을 잘못 읽은 것이며, "P.D"는 경찰국(police department)를 의미하는 것이니 “경찰 좆까”라고 읽어야 한다.
스티브 호델, 윌리엄 라스무센(William Rasmussen) 등은 블랙달리아 사건과 그 1년 전 시카고에서 수잔 디그넌(Suzanne Degnan, 당시 6세)이 토막살해당한 사건 사이에 연관성을 제기한다. 로스앤젤레스 시경찰국의 도너휴 반장은 블랙달리아 사건과 시카고 립스틱 연쇄살인이 "연관이 있을 것 같다"는 견해를 공공연히 표출했다. 그 근거로 거론되는 것 중 하나는 쇼트의 사체가 노턴 애비뉴에서 발견되었다는 것인데, 노턴 애비뉴에서 동쪽으로 세 가곽을 가면 디그넌 대로(Degnan Boulevard)가 있다. 그 길의 이름이 시카고에서 살해당한 수잔 디그넌과 같다는 것이다. 또한 디그넌의 몸값 요구 편지와 "블랙 달리아 어벤저"의 편지들 사이에도 지극한 공통점이 있다. 두 사건의 편지들은 모두 활자를 오려붙여 조합되었고(예컨대 디그넌 편지는 “BuRN This FoR heR SAfTY”였다), 손글자의 경우 문자 P를 실쭉하게 기형으로 썼으며 낱말 하나는 완전히 일치한다. 디그넌 사건에서는 윌리엄 하이렌스라는 자가 체포되어 종신형을 선고받았다. 하이렌스는 경찰에게 고문을 당해서 억지 자백을 했다고 평생 주장했지만, 받아들여지지 않고 여생을 감옥에서 보낸 끝에 2012년 3월 5일 일리노이 대학교 의대병원에서 향년 83세로 죽었다.
뿐만 아니라 스티브 호델은 상술했다시피 자기 부친 조지 호델이 쇼트를 죽인 범인이라고 주장했고, 자기 부친이 외과의 훈련을 받은 바 있음을 근거로 제시했다. 1949년 대배심 보고서가 2003년 공개되었는데, 당시 수사관들이 호델 자택을 도감청했고, 이 때 신원 미상의 방문자가 찾아와 그와 대화를 하던 조지 호델이 “내가 블랙달리아를 죽였다고 생각해도 된다. 그들은 지금으로서 그것을 입증할 수 없다. 내 여비서에게도 이야기할 수 없다. 그는 죽었으니까”라고 말한 것이 녹취된 것이 밝혀졌다.
1991년에는 블랙달리아 사건 당시 10살이었던 재니스 놀턴(Janice Knowlton)이 자기 부친 조지 놀턴(George Knowlton)이 쇼트를 장도리로 때려죽인 뒤 웨스트민스터의 자택 차고에서 시신을 토막내는 것을 보았다고 주장했다. 그는 1995년 그 내용의 회고록도 출간했고, 여기서 부친이 자신을 성적으로 학대했다는 내용도 추가했다. 하지만 놀턴의 의붓누이 조란 에머슨(Jolane Emerson)은 2004년 이 회고록의 내용이 쓰레기에 불과하다고 부정했다. 세인트존 형사 역시 『타임스』와의 인터뷰에서 놀턴의 주장은 “사건의 팩트들과 일치하지 않는다”고 말했다.
존 길모어가 1994년에 쓴 책 Severed에서는 블랙달리아 사건과 조제트 바우어도르프 피살사건을 연관짓는다. 바우어도르프는 사교계 명사로, 1944년 웨스트할리우드의 자택에서 목졸려 죽은 채 발견되었다. 길모어는 쇼트가 할리우드 캔틴에서 웨이트리스로 일했고, 바우어도르프는 이곳의 호스티스였다는 점에서 두 여자의 연결고리를 찾는다. 하지만 쇼트가 할리우드 캔틴에서 일했다는 주장은 확고한 사실이 아니며, 절대 다수의 지지를 받지 못한다. 이 주장을 부정하는 사람으로는 전 『타임스』 편집자 래리 하니슈가 대표적이다.
2017년에 피우 이트웰이 쓴 Black Dahlia, Red Rose에서는 장의사 조수 경력이 있던 벨보이 레슬리 딜런(Leslie Dillon)이라는 자를 주목했다. 그는 마크 한센, 제프 코너스와 아는 사이였고, 피니스 브라운 경사는 한센과 관련된 부패경찰이라는 주장이 있었다. 이트웰은 쇼트가 이들 일당의 호텔 강도계획을 알게 되어서 살해당했고, 그 살해된 장소는 로스앤젤레스의 아스터 모텔이라고 주장했다. 쇼트의 시체가 발견된 아침 이 모텔 주인들은 방이 “피와 배설물로 뒤덮여 있는 것”을 보고 신고를 했다. 『이그재미너』지는 1949년 로스앤젤레스 시경찰국장 윌리엄 워턴(WIlliam A. Worton)을 인용하여 플라워스트리트의 모텔(아스터 모텔)은 블랙달리아 사건과 관련이 없다고 보도했다. 반면 경쟁지인 『로스앤젤레스 헤럴드』는 살인이 이 모텔에서 일어났다고 주장했다.
은퇴한 롱비치 시경찰국 형사 버즈 윌리엄스(Buz Williams)는 2000년 롱비치 시경찰국 관내 소식지 The Rap Sheet에 블랙달리아 사건에 관한 기사를 기고했다. 윌리엄스의 부친 리처드 윌리엄스(Richard F. Williams)와 동료 콘 켈러(Con Keller)는 블랙달리아 사건 당시 로스앤젤레스 시경찰국 조직범죄반 소속이었다. 기고에 따르면 리처드 윌리엄스는 레슬리 딜런이 살인자였고, 딜런이 고향 오클라호마로 돌아간 뒤 캘리포니아로 송환되지 않은 것은 딜런의 전처 조지아 스티븐슨(Georgia Stevenson)이 일리노이 주지사 애들레이 스티븐슨 2세의 6촌이라서 스티븐슨 주지사가 오클라호마 주지사에게 청탁을 했기 때문이라고 믿었다. 한편 켈러는 한센이 범인이라고 믿었는데, 한센은 미국으로 이민오기 전 스웨덴에서 의대를 다녔고 로스앤젤레스 시경찰국 고위 관료들이 참석한 파티들을 주최하곤 했다. 버즈 윌리엄스의 기사에서는 또한 레슬리 딜런이 로스앤젤레스 시경찰국에 300만 불의 손해배상을 소송했으나 기각되었다고 한다. 하지만 래리 하니슈는 딜런이 철저한 수사 끝에 혐의를 벗었으며, 딜런이 쇼트가 살해당했을 당시 샌프란시스코에 있었음을 지방검사의 문서에서 호의적으로 평가한다며 이런 주장을 평가절하했다. 하니슈는 경찰이 사건을 은폐했을 리는 없으며, 딜런은 오히려 로스앤젤레스 시에서 재정지원을 받았다고 주장했으나 이것을 뒷받침할 만한 확고한 증거는 제시하지 않았다.

## 소문과 진위여부
피해자 엘리자베스 쇼트의 사생활과 죽음에 관해서 온갖 시시콜콜한 이야기들이 있으며 그 이야기들의 진위여부는 논란의 대상이 된다. 언론과 대중이 사건을 해결하겠다고 나섰던 것이 수사를 심각하게 복잡하게 만들었고, 그 결과 서로 모순되는 서사들이 떠돌았다. 『포틀랜드 트리뷴』의 앤 마리 디스테파노(Anne Marie DiStefano)는 수 년간 쇼트에 관해 근거없는 이야기들이 돌아다녔음을 다음과 같은 문장으로 표현했다. “그는 매춘부였고, 불감증이었으며, 레즈비언이었다. 그리고 왜인지 블랙달리아 전설은 시간이 지날수록 쇠미해지지 않고 오히려 더욱 복잡하게 꼬여만 가고 있다.” 래리 하니슈는 블랙달리아 사건과 엘리자베스 쇼트에 관한 여러 가지 소문들을 논파했고, 또한 길모어의 책 Severed는 “25%는 실수고 50%는 픽션”이라고 그 신뢰성을 절하했다. 하니슈는 지방검찰 문서를 검토해 가며 이트웰의 주장도 논파했다. 하니슈는 이트웰이 이 자료들을 보지 못했거나 또는 봤어도 무시했을 것이라 추측했다.

### 시신의 상태
사건 전까지 쇼트를 알지도 못하던 많은 수의 사람들이 소위 “사라진 1주일”에 엘리자베스 쇼트를 봤다고 경찰과 신문에 연락을 해왔다. “사라진 1주일”이란 쇼트가 마지막으로 목격된 1월 9일에서 변사체로 발견된 1월 15일 사이의 1주일을 말한다. 형사들과 검찰수사관들은 이 모든 목격담을 검토하여 그것들이 사실이 아니라고 배제했다. 몇몇 경우에는 엉뚱한 여자를 쇼트로 잘못 알아본 경우도 있었다. 그래서 살해당하기 전까지 1주일간 쇼트의 행적은 지금까지도 미궁에 남아 있다.
쇼트가 변사체로 발견된 뒤 로스앤젤레스의 여러 신문들이 그가 고문치사를 당했다는 1면 기사를 써댔다. 당시부터 법집행기관은 그것이 틀린 주장임을 알고 있었으나 쇼트의 진짜 사인을 밝히지 않음으로써 그런 주장이 유포되도록 방조했다. 올리버 키리악스(Oliver Cyriax)의 『범죄 백과사전』(Crime: An Encyclopedia, 1993년) 등에서는 쇼트의 시체에 궐련으로 지진 자국이 있었다고 하지만, 부검 보고서에는 그런 말이 전혀 없다.
길모어의 Severed에서는 검시관이 쇼트의 위장에서 배설물을 찾아냈으며 이것은 쇼트가 죽기 전에 배설물을 강제로 먹었음을 시사한다고 썼다. 이것 역시 부검 보고서에는 그런 말이 없다고 래리 하니슈가 논파했다. 하지만 이 배설물 섭취 주장은 다른 여러 간행물들과 매체에서 재생산되었다.

### "블랙달리아"라는 이름

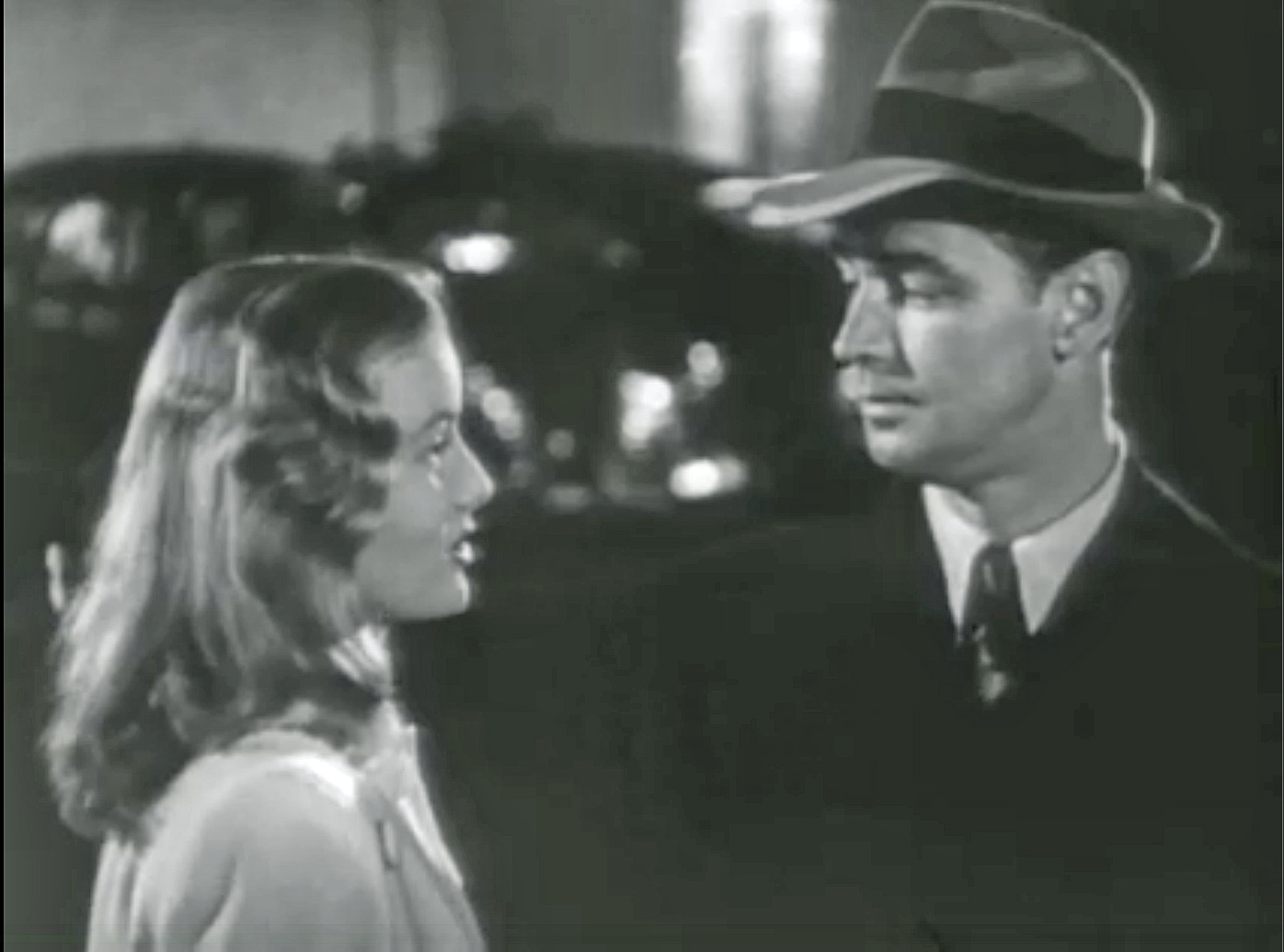
1946년 누아르 영화 《블루달리아》의 한 장면.

사건 직후 신문들은 롱비치의 약국 직원과 손님들이 엘리자베스 쇼트에게 영화 《블루달리아》(1946년작)에서 따온 “블랙달리아”라는 별명을 붙였다는 보도를 했다. 또한 널리 알려진 소문으로 쇼트가 달리아꽃을 머리에 장식해서 이런 별명이 붙었다는 것도 있다. 연방수사국 공식 웹사이트에 따르면, 일단 "블랙"이라는 부분은 쇼트가 검은 옷을 즐겨 입었다는 소문 때문에 붙은 것이다.
검찰수사관들의 보고서를 보면 이런 별명들이 사건 이후 신문기자들에 의해 만들어진 것임이 분명히 적시되어 있다. 이 별명을 처음 사용한 것은 약국에서 쇼트의 지인들을 인터뷰한 『헤럴드익스프레스』지 기자 베보 민스였다. 그 외에도 아그네스 언더우드, 잭 스미스 등이 이 별명을 만든 사람들로 거론된다. 아직도 몇몇 출처에서 엘리자베스 쇼트가 살아 있을 때 이 별명으로 불린 적이 있다고 주장한다. 존 길모어와 길모어를 비판한 래리 하니슈 모두 쇼트가 생전에 블랙달리아라는 별명으로 불렸으며, 언론의 창작이 아니라는 입장을 가지고 있다. 길모어는 Severed에서 문제의 약국 주인이 A. L. 랜더스(Landers)라고 했으나 정작 약국의 이름은 밝히지 못했다. “블랙달리아”라는 별명이 널리 사용되기 전에는 사건의 엽기성에 착안한 “늑대인간 살인”이라는 표현도 『헤럴드익스프레스』지에서 사용되었다.

### 성생활 관련 소문
길모어의 Severed를 비롯한 많은 범죄실록들은 쇼트가 1940년대에 여러 차례 로스앤젤레스에 살았거나 방문을 했으며, 할리우드 캔틴에서 일을 했다고 주장했다. 이것은 쇼트는 할리우드 캔틴이 1945년에 문을 닫은 뒤에야 로스앤젤레스에 이사를 왔다는 것을 밝힌 하니슈에 의해 논파되었다. 또한 많은 작가, 언론인들이 쇼트가 로스앤젤레스에서 지낼 때 매춘부 내지 콜걸이었다고 주장했다. 예컨대 스티브 니켈(Steve Nickel)은 2001년 책 Torso에서 쇼트는 “술과 마약에 찌든 흔한 거리의 창녀”로, 누드사진 모델을 하고 레즈비언 애인과 동거를 했다는 등의 내용을 썼다. 하지만 『로스앤젤레스 타임스』의 래리 하니슈, 『가디언』의 알렉시스 피츠(Alexis Fitts), 『주간 SF』의 밥 캘런(Bob Calhoun) 등은 이런 주장들의 진위여부를 의심한다. 하니슈에 따르면 사건 당시 대배심에서 이미 쇼트가 성매매를 했다는 증거가 없음이 밝혀져 있다. 하니슈는 존 그레고리 듄의 1977년 소설 True Confessions을 쇼트 매춘설의 근원지로 지목한다.
또한 널리 퍼진 소문으로 쇼트가 생식선발생이상, 속칭 "유아성기" 장애자였기 때문에 성교를 할 수 없었다는 소문이 있다. 이것은 쇼트가 성매매를 했다는 소문을 반박하는 근거로도 종종 인용된다. 존 길모어의 Severed에서는 쇼트를 부검한 검시관보가 성기가 발육부진이라 성교를 할 수 없음을 밝혀냈다고 썼는데, 헬레나 카츠(Hélèna Katz)의 Cold Cases, 마이클 뉴턴(Michael Newton)의 The Encyclopedia of Unsolved Crimes에서는 이것을 반박한다. 로스앤젤레스군 지방검찰 문서를 보면 수사고나들이 쇼트와 성교를 한 남성 세 명을 취조했음이 밝혀져 있고, 그 중에는 시카고 경찰관도 한 명 있었다. 연방수사국 문서에도 쇼트의 애인들 중 한 명의 증언이 수록되어 있다. 마이클 뉴턴의 책에는 쇼트의 부검보고서가 통째로 인용되어 있는데, 부검보고서에서는 쇼트의 자궁이 “작다”고만 되어 있지 그 외에 발육부진이라던가 특정 장기가 해부학적으로 비정상이라고 시사할 만한 내용은 없다. 또한 부검 보고서에서는 쇼트에게 임신 경험이 없다고도 명시되어 있기에 또다른 소문인 임신설 역시 반박된다.
그리고 쇼트가 동성애자였다는 소문도 있는데, 이것은 성기발육부진설과 맞물린다. 길모어에 따르면 이 소문은 『헤럴드익스프레스』지의 베보 민스에게서 시작되었다. 검시관보가 쇼트는 성기가 작아서 남자와 성교를 하지 않았을 것이라고 말을 했고, 민스가 이것을 쇼트가 남자가 아닌 여자와 성교를 했을 것이라고 확대해석했다. 그래서 민스와 시드 휴즈(Sid Hughes)는 탐사보도를 하겠답시고 로스앤젤레스의 게이바들을 돌아다녔지만 당연히 아무런 수확도 없었다.

## 유산

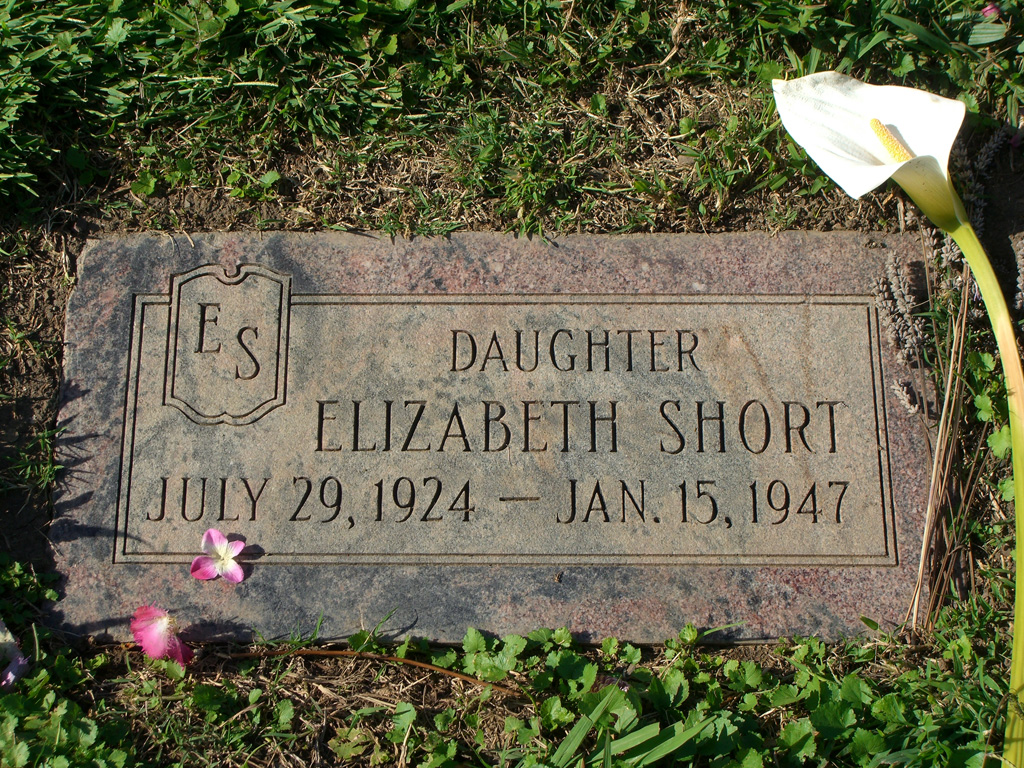
쇼트의 묘.

엘리자베스 쇼트는 오클랜드시의 마운틴뷰 묘지에 안장되었다. 쇼트의 여동생들이 모두 성장해서 결혼을 한 뒤 모친 포브는 오클랜드의 큰딸 무덤 곁으로 이사를 갔다. 그러다 1970년대에 동부로 다시 이사가서 90대까지 거기서 살았다. 쇼트가 살해되고 2주 뒤인 1947년 2월 2일, 미국 공화당 소속 주의원 C. 돈 필드는 이 사건을 성범죄자 등록제도 법안의 근거로 사용했다. 그래서 캘리포니아주는 미국의 주들 중 최초로 성범죄자 신상등록을 의무화했다.
블랙달리아 사건은 미국 역사상 가장 엽기적인 범죄 중 하나이며 또한 문화적 영향력이 가장 오래 지속되고 있는 범죄다. 『타임』지는 이 사건을 세계에서 가장 악명높은 미제사건들 중 하나로 선정했다.
쇼트의 삶과 죽음은 픽션과 논픽션을 막론하고 다양한 책과 영화의 소재가 되었다. 그 중 가장 유명한 것은 제임스 엘로이의 1987년 소설 『블랙달리아』일 것이다. 이 작품은 살인사건 그 자체 뿐 아니라 2차대전 종전 직후 로스앤젤레스라는 도시의 정치, 범죄, 부패, 피해망상을 공시적으로 조망했다는 의의가 있다. 이 소설은 2006년 브라이언 드 팔마 감독의 동명의 영화로 각색되었다. 엘로이의 원작소설과 드 팔마의 영화는 모두 실제 사건과는 큰 관련이 없다. 1975년 텔레비전 영화 《누가 블랙달리아인가?》, 2011년-2018년 《아메리칸 호러 스토리》에서도 실제와는 많이 다르게 블랙달리아 사건이 다루어진다. 두 작품에서 엘리자베스 쇼트 역은 각각 루시 아너즈, 미나 수바리가 연기했다.